# 髙嶋徹
髙嶋 徹（たかしま とおる、1970年4月18日 - 2021年9月28日）は、栃木県宇都宮市出身のプロ野球選手（捕手）。1997年から1998年までの登録名は髙嶋 龍（たかしま りゅう）。
娘は元「東京パフォーマンスドール」リーダーで女優の高嶋菜七。

## 来歴・人物
小学3年の時に野球を始める。宇都宮市立雀宮中学校から宇都宮学園高に進学し、1988年の第60回選抜・第70回全国選手権に出場。4番に座り、3番に座っていた真中満とともにチームを引っ張った。春は3勝し、ベスト4。夏は2勝し、3回戦敗退。強力打線の核として攻守に突出したファイターぶりを発揮し、甲子園でも人気者となった。
1988年オフ、ドラフト外でオリックス・ブレーブスに契約金3300万円、年俸400万円（金額は推定）で合意し、入団。
1989年シーズンは、ルーキーながら一軍に出場。
1994年、仰木彬の日替わり打線の下、4番も経験。
1995年シーズンオフに久保充広と大島公一との2対2の交換トレードで堀江賢治とともに近鉄バファローズへ移籍。
1997年、登録名を「髙嶋龍」に変更。しかし、近鉄移籍後の3年間は怪我で鳴かず飛ばずとなり、1998年シーズンオフに心機一転の意味を込め、登録名を「髙嶋徹」に戻した。
1999年は、3年ぶりに一軍に復帰し、終盤に一軍で3年ぶりの本塁打を記録。しかし、翌年2000年のシーズンオフに戦力外通告を受け、現役を引退。
引退後は文星芸術大学で事務を務める傍ら、宇都宮文星女子高校でソフトボールの指導者として活動。
2003年に株式会社ラウンドワンに入社し、会社員として勤務していた。
2021年9月28日、直腸がんのため大阪市内の病院で逝去。51歳没。娘が所属していた東京パフォーマンスドールは2日前に活動休止前最後の公演を開催しており、娘によると高嶋はその公演の様子をインターネットの配信中継で見ていたという。

## 詳細情報

### 年度別打撃成績
| 年 度     | 球 団      | 試 合 | 打 席 | 打 数 | 得 点 | 安 打 | 二 塁 打 | 三 塁 打 | 本 塁 打 | 塁 打 | 打 点 | 盗 塁 | 盗 塁 死 | 犠 打 | 犠 飛 | 四 球 | 敬 遠 | 死 球 | 三 振 | 併 殺 打 | 打 率 | 出 塁 率 | 長 打 率 | O P S |
| --------- | ---------- | ----- | ----- | ----- | ----- | ----- | -------- | -------- | -------- | ----- | ----- | ----- | -------- | ----- | ----- | ----- | ----- | ----- | ----- | -------- | ----- | -------- | -------- | ----- |
| 1989      | オリックス | 3     | 4     | 4     | 1     | 1     | 0        | 0        | 0        | 1     | 1     | 0     | 0        | 0     | 0     | 0     | 0     | 0     | 1     | 0        | .250  | .250     | .250     | .500  |
| 1992      | オリックス | 2     | 3     | 3     | 0     | 0     | 0        | 0        | 0        | 0     | 0     | 0     | 0        | 0     | 0     | 0     | 0     | 0     | 0     | 0        | .000  | .000     | .000     | .000  |
| 1993      | オリックス | 35    | 51    | 46    | 3     | 9     | 0        | 0        | 0        | 9     | 4     | 0     | 0        | 0     | 2     | 2     | 0     | 1     | 5     | 1        | .196  | .235     | .196     | .431  |
| 1994      | オリックス | 58    | 140   | 123   | 10    | 33    | 6        | 0        | 2        | 45    | 13    | 0     | 0        | 0     | 1     | 14    | 0     | 2     | 19    | 2        | .268  | .350     | .366     | .716  |
| 1995      | オリックス | 25    | 41    | 36    | 0     | 7     | 1        | 0        | 0        | 8     | 3     | 0     | 0        | 1     | 0     | 3     | 0     | 1     | 5     | 1        | .194  | .275     | .222     | .497  |
| 1996      | 近鉄       | 11    | 13    | 11    | 1     | 2     | 0        | 0        | 1        | 5     | 2     | 0     | 0        | 0     | 0     | 2     | 0     | 0     | 2     | 0        | .182  | .308     | .455     | .762  |
| 1999      | 近鉄       | 18    | 30    | 28    | 2     | 6     | 0        | 1        | 1        | 11    | 2     | 0     | 0        | 0     | 1     | 0     | 0     | 1     | 2     | 2        | .214  | .233     | .393     | .626  |
| 2000      | 近鉄       | 9     | 12    | 12    | 0     | 2     | 0        | 0        | 0        | 2     | 0     | 0     | 0        | 0     | 0     | 0     | 0     | 0     | 2     | 0        | .167  | .167     | .167     | .333  |
| 通算：8年 | 通算：8年  | 161   | 294   | 263   | 17    | 60    | 7        | 1        | 4        | 81    | 25    | 0     | 0        | 1     | 4     | 21    | 0     | 5     | 36    | 6        | .228  | .294     | .308     | .602  |

### 記録
- 初出場：1989年9月9日、対日本ハムファイターズ22回戦（東京ドーム）、4回裏に中嶋聡に代わり捕手として出場
- 初打席・初安打・初打点：同上、5回表に西崎幸広から
- 初先発出場：1993年8月8日、対千葉ロッテマリーンズ18回戦（千葉マリンスタジアム）、8番・捕手として先発出場
- 初本塁打：1994年5月8日、対日本ハムファイターズ6回戦（グリーンスタジアム神戸）、3回裏に関根裕之からソロ

### 背番号
- 29 （1989年 - 1994年）
- 19 （1995年）
- 55 （1996年 - 2000年）

### 登録名
- 高嶋 徹 （たかしま とおる、1989年 - 1995年）
- 髙嶋 徹 （たかしま とおる、1996年、1999年 - 2000年）
- 髙嶋 龍 （たかしま りゅう、1997年 - 1998年）